# شوقي شمعون
شوقي شمعون (بالإنجليزية: Chaouki Chamoun) (مواليد 19 يناير 1942) هو فنان لبناني معاصر.

## الحياة والوظيفة
ولد شوقي شمعون في سارين في وادي البقاع في لبنان، بعد التحاقه بالمدارس الليلية للفن والتصميم التحق بمعهد الفنون الجميلة في الجامعة اللبنانية في بيروت في خريف عام 1968 وهو في سن السادسة والعشرين، كما حصل على دبلوم الدراسات العليا في الرسم في عام 1972 وذهب لدراسة الفن في جامعات الولايات المتحدة، وفي عام 1975 حصل على درجة الماجستير في الفنون الجميلة من جامعة سيراكيوز بنيويوك، ومن عام 1975 وحتى عام 1979 كان شوقي زميلًا متفرغًا في برنامج الدكتوراه في جامعة نيويورك حيث ركز على علم الجماليات والاستوديو.
في عام 2013 نشر شوقي كتاب «فن وحياة شوقي شمعون» الكتاب عبارة عن سيرة ذاتية فنية تضم أكثر من 300 رسم توضيحي لأعماله، بالإضافة إلى قصص وملاحظات حول الفن والعملية الإبداعية، كان الكتاب واحدًا من سلسلة تدور حول الفنانين اللبنانيين مثل النحات حسين ماضي والرسام ومصمم المطبوعات محمد الرواس.
أقيم معرض كبير لأعماله في عام 2013 في مركز بيروت للمعارض.

## التعليم
1968-1972
- الجامعة اللبنانية، بيروت، لبنان-معهد الفنون الجميلة.
- زمالة دراسية مدتها 6 سنوات للجامعات الأمريكية للدراسات العليا.

1972-1975
- جامعة سيراكيوز، سيراكيوز، نيويورك-كلية الفنون البصرية والأدائية.

1975-1979
- جامعة نيويورك، نيويورك-كلية الفنون والتربية الفنية.

## المنشورات
- شمعون، شوقي (سبتمبر 2013). بريسكوت، بريان (المحرر). فن وحياة شوقي شمعون. كتب الساقي. ISBN:9780863567919. مؤرشف من الأصل في 2016-11-04. اطلع عليه بتاريخ 2014-12-18.

## اختيار المقابلات التلفزيونية
- تلفزيون المستقبل 2013، https://www.youtube.com/watch؟v=OFutddsPY7M
- تلفزيون المستقبل 2013، https://www.youtube.com/watch؟v=XjR3HnuQMWM
- قناة المنار 2013، https://www.youtube.com/watch؟v=D_Eh_KvT6Dc
- تلفزيون المستقبل 2013، https://www.youtube.com/watch؟v=VCD3-Z4bFZo
- تلفزيون المستقبل 2013، https://www.youtube.com/watch؟v=I2mGq3xMnzY
- تليفزيون لبنان 2013، https://www.youtube.com/watch؟v=yHR7yvX-VWI
- تليفزيون المؤسسة اللبنانية للإرسال 2013، https://www.youtube.com/watch؟v=0oDCOI4k-eA
- قناة أو تي في 2013، https://www.youtube.com/watch؟v=VFM7YJWziqo

## روابط خارجية
- صفحة شوقي شمعون
- الفن في لبنان نسخة محفوظة 3 مارس 2016 على موقع واي باك مشين.
- صحيفة وول ستريت (Wall Street) للشرق الأوسط المعاصر
- أوليفيا الفنون الجميلة
- مجلة قماش
- شوقي شمعون على شبكة الفنون